# Cantharis fusca
Cantharis fusca là một loài bọ cánh cứng trong họ Cantharidae. C. fusca có chiều dài lên đến 10–15 milimét (0,39–0,59 in). Trừ phần đầu và ngực có màu đỏ hoặc cam, loài này có màu đen hoàn toàn. Thân chúng dẹp và dài. Các loài này có râu dài và chân tương đối dài.
Chúng phân bố ở các vùng rộng lớn của châu Âu, và sống trong bụi rậm, bìa rừng và đồng cỏ, Chúng săn các loài côn trùng nhỏ.
Ấu trùng có lông màu đen, và cũng ăn côn trùng nhỏ. Chúng chịu lạnh rất giỏi và có thể bò trên tuyết vào mùa đông.

## Hình ảnh

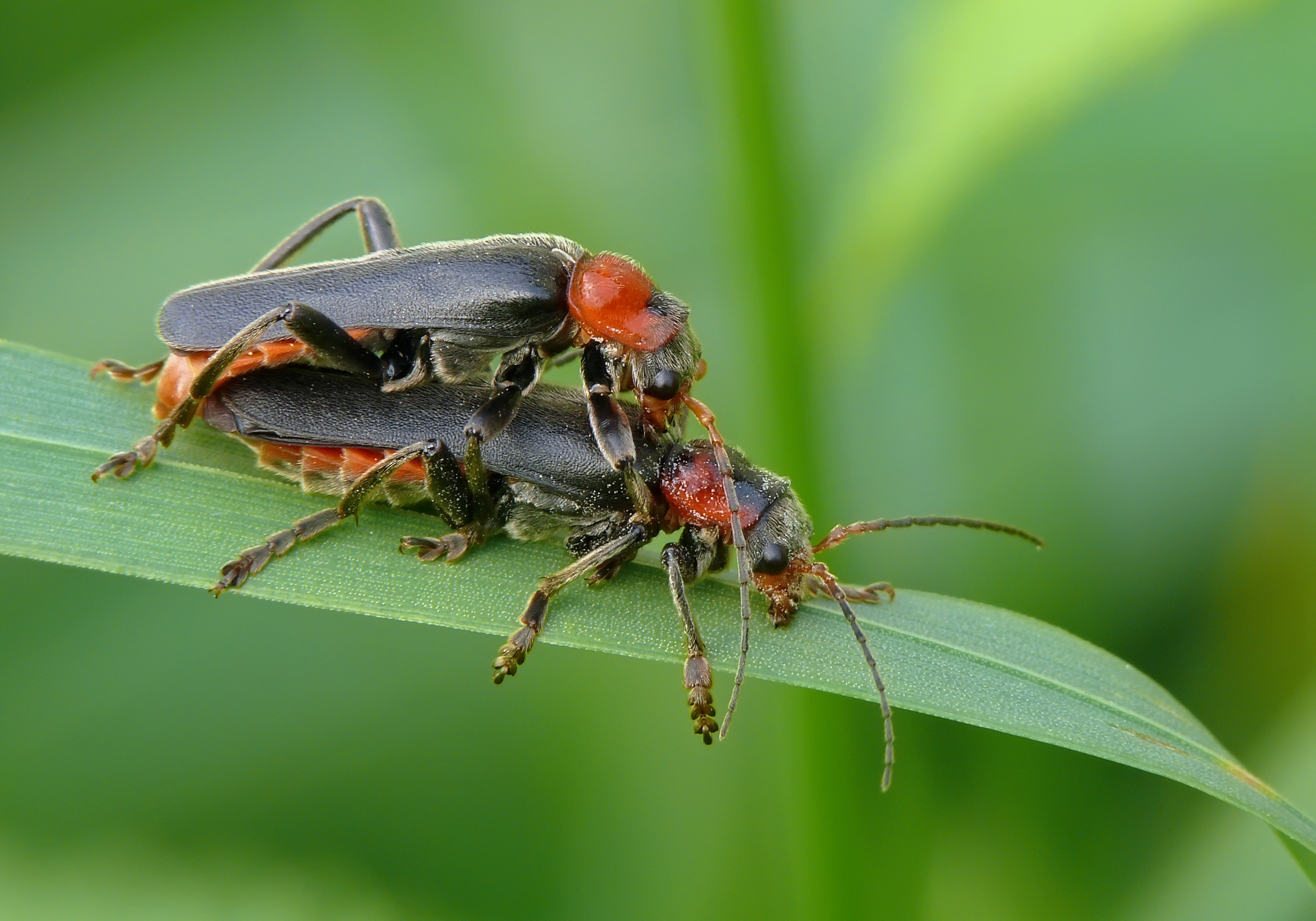
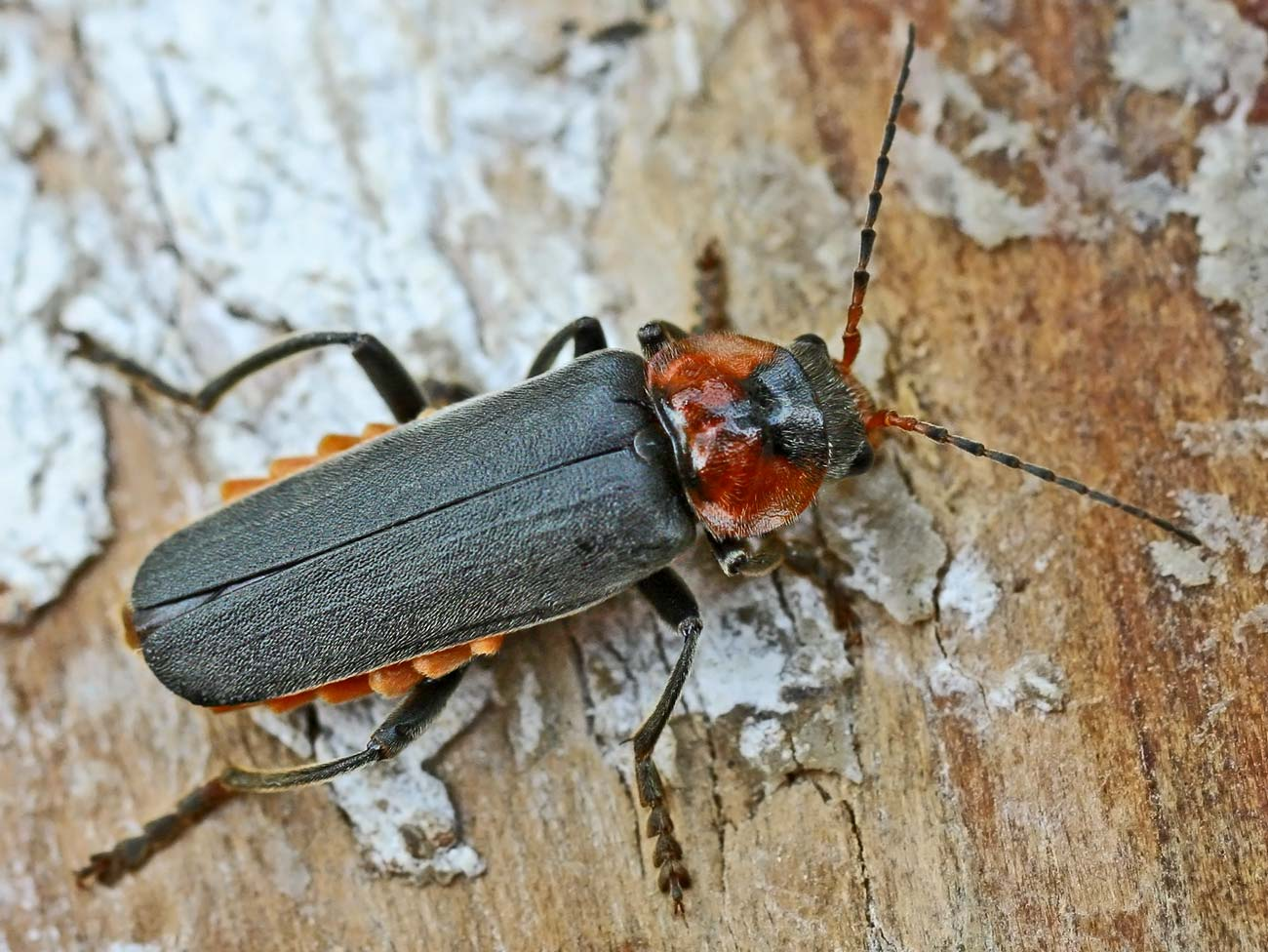
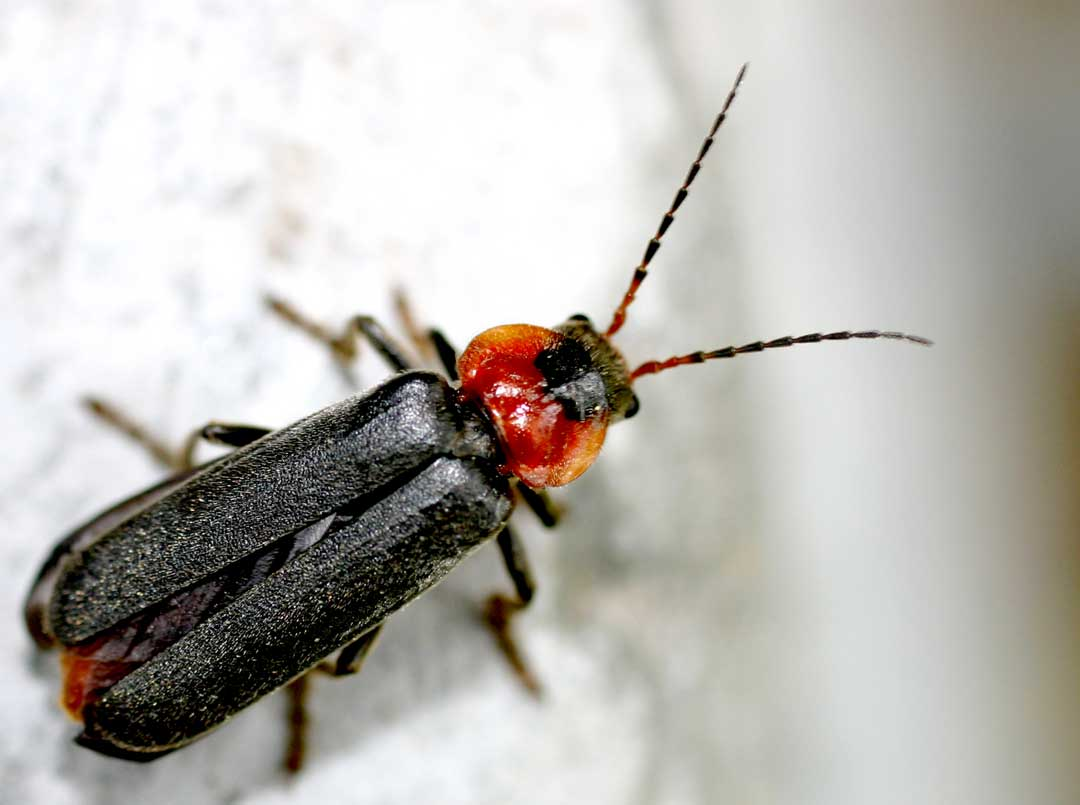